# Tridekan
Tridekan (C13H28) je organická sloučenina, alkan s 13 atomy uhlíku v molekule. Má celkem 802 izomerů, které jsou bezbarvé hořlavé kapaliny (hořlaviny IV. třídy).

## Použití
Tridekan se používá (většinou ve směsi s ostatními alkany) na výrobu parafínu, při výrobě papíru a leteckého benzinu (je obsažen v ropě, odkud se při rafinaci ropy dostává do petroleje a motorové nafty).